# 张连珠
张连珠（1904年—1935年12月18日），山东省文登县铺集乡人，1932年加入中国共产党，1935年1月出任中共胶东特委第三任特委书记，同年11月29日发动一一·四暴动，后失败被俘，于12月18日被文登县政府在文登城西关处死。

## 生平
1904年，张连珠出生于山东省文登县铺集乡南长岚村的一个农民家庭。由于家庭贫困，直到1918年，已经14岁的张连珠才进私塾读书，1924年又因父亲染病被迫退学。1929年，张连珠在他父亲病愈后考入牟平县立小学。1931年，他完小毕业，考入牟平中学附设的师范班。同年，因频繁参加反帝、反封建、抗日游行等活动而被学校开除。张连珠被开除回家后先是务农，后到小学任教。
1932年5月，张连珠经刘经三介绍加入中国共产党。1932年冬，中共牟平县委成立，他任牟平县第九区委委员，1933年春，改任第九区委书记，并奉命到文登县活动。1933年秋，张连珠任牟平县委书记。1934年6月，张连珠任中共胶东特委委员。1934年9月23日，张连珠与刘经三、李厚生三人在文登县崮头集住店时被捕，后被押解济南，特委书记常子健去了青岛，胶东特委解体。张连珠三人在济南遭韩复榘审问时，刘经三承认了自己中国共产党身份，而张连珠、李厚生二人被具保释放。
1935年1月，张连珠和李厚生二人先去青岛向团省工委进行了汇报请示，返回胶东后在文登县重建中共胶东特委，张连珠任书记，刘振民、邹青言、曹云章等任委员。重建后，胶东特委就按照团省工委的指示开始准备发动武装暴动。1935年夏，胶东特委在石岛开办军事训练班。9月至10月，张连珠多次主持召开特委扩大会议研究暴动的相关问题，并最终在11月18日的文登县沟于家村军政联席会议确定了暴动计划。胶东特委计划于11月26日发动暴动，张连珠任总指挥，程伦任副总指挥。由于准备不充分，胶东特委推迟到11月29日发动了史称“一一·四暴动”的武装暴动，暴动在文登、荣成、牟平、海阳等县全面展开。山东省主席韩复榘命令驻守在潍县的第三集团军八十一师师长展书堂为清乡司令对暴动进行了镇压。12月5日，张连珠、张修己等率部在文登县汪疃镇底湾头村活动时，被展书堂部包围，突围后负责掩护的张连珠被俘，当日被押往文登县城关入监狱。12月18日，张连珠在文登城西关由文登县长刘崇武主持处死，时年31岁。